# Paul Böss
Paul Böss (* 24. Dezember 1890 in Idstein; † 18. Juni 1969 in Karlsruhe) war ein deutscher Bauingenieur und Hochschullehrer für Wasserbau und Hydromechanik an der TH Karlsruhe.
Böss studierte nach dem Abitur in Kattowitz 1908 und zwei Jahre Praktikum von 1910 bis zum Diplom 1915 Bauingenieurwesen an der TH Stuttgart und an der TH Karlsruhe. Er war kurz Soldat im Ersten Weltkrieg, bevor er 1916 Assistent von Theodor Rehbock am Flussbaulaboratorium in Karlsruhe wurde. 1918 wurde er promoviert (Berechnung der Wasserspiegellage beim Wechsel des Fließzustandes). 1919 wurde er Lehrbeauftragter für praktische Hydraulik und 1921 Regierungsbaurat und Betriebsleiter des Flussbaulaboratoriums. 1924 erfolgte die Habilitation (Die Berechnung nichtstationärer Wasserbewegungen unter Berücksichtigung der Fließart des Wassers). 1930 wurde er außerplanmäßiger Professor und 1947 außerordentlicher Professor. Da er mit einer nach nationalsozialistischer Auffassung Halbjüdin verheiratet war, wurde er 1933 beinahe entlassen. 1949 bis zur Emeritierung 1959 war er ordentlicher Professor für Wasserbau und Hydromechanik und 1949 bis 1964 Direktor des Instituts für Hydromechanik, Stauanlagen und Wasserversorgung. Nach der Emeritierung verwaltete er den Lehrstuhl bis sein Nachfolger Max Breitenöder ihn antreten konnte und nach dessen Tod 1967 sprang er erneut ein für Vorlesungen bis Eduard Naudascher den Lehrstuhl übernahm.
1955/56 bereist er im Auftrag der Bundesregierung Ägypten und den Iran, da dort große Wasserkraftanlagen geplant waren (Assuan-Staudamm und im Elbrusgebirge).
1939 erhielt er einen Grand Prix auf der Weltausstellung in Brüssel. Er war 1935 Gründungsmitglied der International Association for Hydro-Environment Engineering and Research (IAHR). 1952 wurde er Ehrendoktor der TH Stuttgart.
Eine Straße in Karlsruhe-Rintheim ist nach ihm benannt.